# Nolay (Spanyolország)
Nolay egy község Spanyolországban, Soria tartományban. Nolay Maján, Escobosa de Almazán, Nepas, Borjabad, Tejado, Bliecos és Velilla de los Ajos községekkel határos. Lakosainak száma 48 fő (2024).

## Népesség
A település népessége az elmúlt években az alábbi módon változott:
| Lakosok száma | 92   | 88   | 69   | 70   | 59   | 58   | 57   | 57   | 57   | 48   |
|               | 2001 | 2004 | 2007 | 2009 | 2012 | 2014 | 2017 | 2019 | 2022 | 2024 |